# Сигурна подручја Уједињених нација
Сигурна подручја Организације уједињених нација (енгл. United Nations Safe Areas), или краће Сигурна подручја ОУН (енгл. UN Safe Areas), била су хуманитарни коридори успостављени на територији Босне и Херцеговине 1993. године током грађанског рата према неколико резолуција Савјета безбједности ОУН.
Резолуцијом Савјета безбједности ОУН 819 16. априла 1993. године енклава Сребренице проглашена је сигурним подручјем. Дана 6. маја 1993. резолуцијом 824 статус сигурног подручја је проширен на Сарајево, Жепу, Горажде, Тузлу и Бихаћ. Ови градови и подручја су стављена под заштиту мировних снага ОУН — Унпрофора.
До краја рата, Војска Републике Српске је напала сва сигурна подручја, а Сребреница и Жепа су заузете.